# Samogitiens
Cet article concerne le peuple samogitien. Pour la langue samogitienne, voir Samogitien.
Les Samogitiens ou Samogètes (lituanien : Žemaičiai, samogitien : Žemaitē) sont un sous-groupe des Lituaniens, issus de la fusion de différentes tribus baltes qui sont les Samogitiens, les Sudoviens et les Skalviens.

## Histoire
Les Samogitiens vivaient dans l'ouest de la  Lituanie et furent très proches des Sémigaliens et des Curoniens. En 1413, ils devinrent le dernier groupe des peuples européens à se convertir au christianisme. 
Habituellement[Quand ?], la  Lituanie n'autorise pas à déclarer la nationalité samogitienne dans les passeports, dans la mesure où ce n'est pas une ethnie reconnue[Par qui ?]. Dans une liste des groupes ethniques de Russie, il y a une seule personne qui se déclare elle-même comme « Zhemaijtie »[réf. nécessaire].

## Exonymie

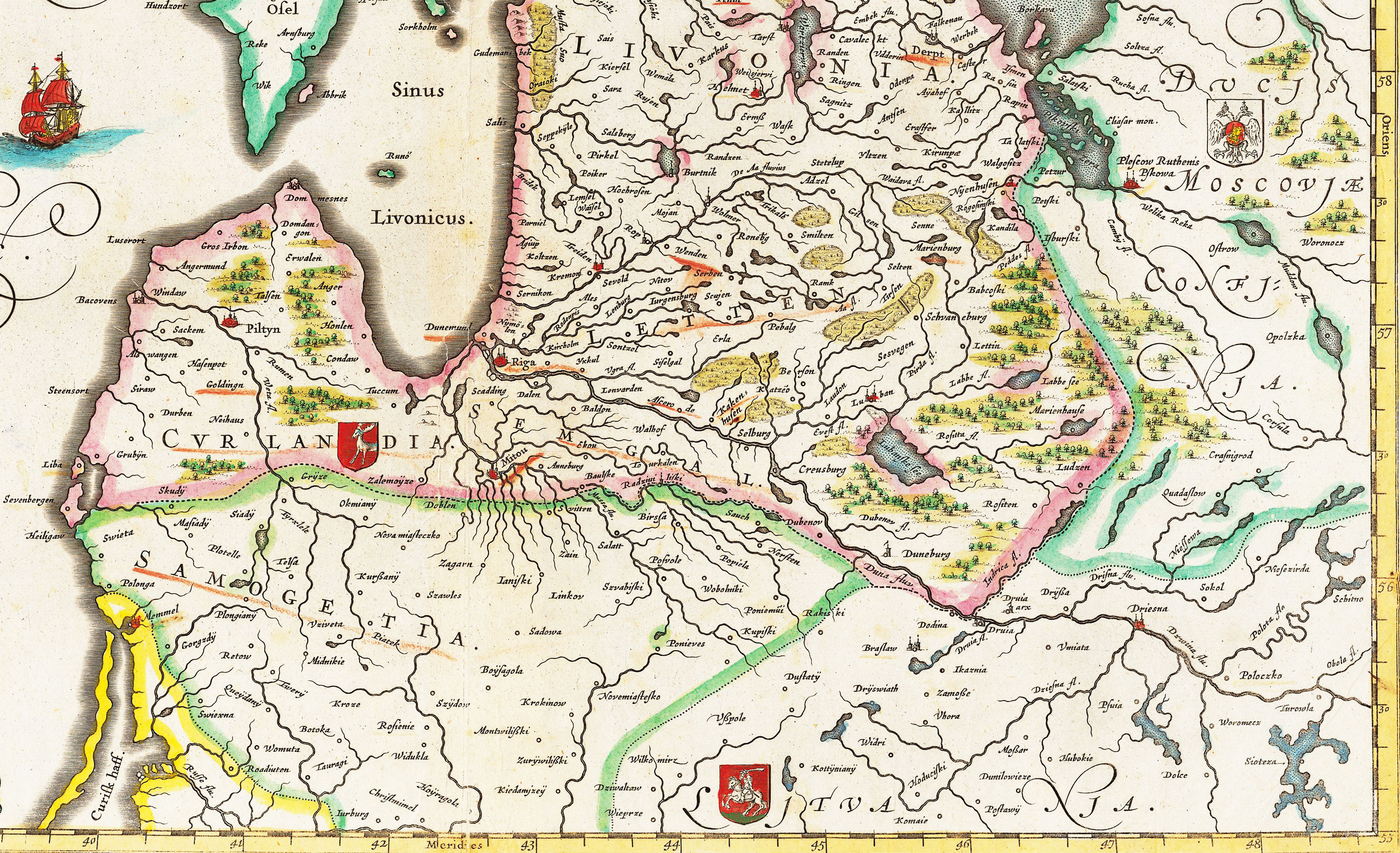
La Samogitie au XVII.

Les Samogitiens s’appellent eux-mêmes les  Žemaitē. Voici dans différentes langues l'exonymie associée.
| Langue     | Samogitien | Samogitiens |
| ---------- | ---------- | ----------- |
| Samogitien | Žemaitėjė  | žemaitē     |
| Lituanien  | Žemaitija  | žemaičiai   |
| Biélorusse | Жмудзь     | жмудзь      |
| Allemand   | Schameiten | Schameiten  |
| Letton     | Žemaitija  | žemaiši     |
| Polonais   | Żmudź      | Żmudzini    |
| Russe      | Жмудь      | жмудь       |

## Recensement
En 1857[Où ?], 418 824 personnes se déclaraient samogitiennes, et en 1897 dans le Gouvernement de Kowno, 444 921 personnes déclaraient parler le samogitien comme langue maternelle[réf. nécessaire].